# Massacre de Hpakant
O Massacre de Hpakant ocorreu na noite de 23 de outubro de 2022 quando a Força Aérea de Mianmar lançou uma série de ataques aéreos no município de Hpakant, Estado de Kachin, norte de Mianmar. A área visada estava dentro do território da 9.ª Brigada da Organização pela Independência Kachin, na área de Anangpa (အနန့်ပါ). Os ataques aéreos atingiram um show ao ar livre matando pelo menos 80 civis, incluindo funcionários da KIO e artistas musicais.

## Incidente
De acordo com testemunhas, dois a três caças sobrevoaram um show ao ar livre em Anangpa, município de Hpakant, por volta das 8h de 23 de outubro e lançaram quatro bombas sobre o local. Esses jatos teriam voado do Aeroporto Internacional de Mandalay, que foi implantado com o Esquadrão de Ataque N.º 62, que consistia principalmente de aeronaves de caça/treinamento Yak-130. O ataque foi facilitado pelos holofotes brilhantes do concerto de música que estava sendo realizado pela Organização pela Independência Kachin no momento perto da área alvo. O concerto era destinado para a cerimônia do 62.º aniversário da fundação da organização. O número preliminar de mortos contabiliza mais de 80 pessoas, a maioria civis que compareceram ao evento, incluindo figuras públicas e cantores famosos de Kachin. Oficiais e soldados de alta patente da organização também sofreram várias baixas. E mais de 100 ficaram feridos. A junta nega os bombardeios, afirmando que eles haviam bombardeado uma base do exército Kachin e agido com as regras de engajamento derivadas das quatro Convenções de Genebra. O comunicado também diz que os relatos de mortes de civis e artistas são baseados em notícias falsas, falsas e extorquidas.
Entre as dezenas de mortos no brutal ataque, foram confirmados o ator Lahtaw Zau Ding, a cantora Aurali, o cantor Galau Yaw Lwi e o pianista Ko King. O Kachin News Group (KNG) diz que o organizador do evento convidou 9 cantores e atores para entreter o público para a celebração do aniversário da Organização pela Independência Kachin. O ataque resultou na morte de mais de 80 civis que assistiam ao concerto no momento, tornando-se o ataque mais mortal contra civis desde o início da Guerra Civil de Mianmar. Foi relatado que uma das bombas caiu perto do palco, matando três artistas enquanto eles estavam se apresentando.
Após o massacre, as forças de segurança no portão de segurança da vila de Ginsi pararam os carros que levavam os feridos para Hpakant e Myitkyina.